# Theodor Stockmann (Autor)

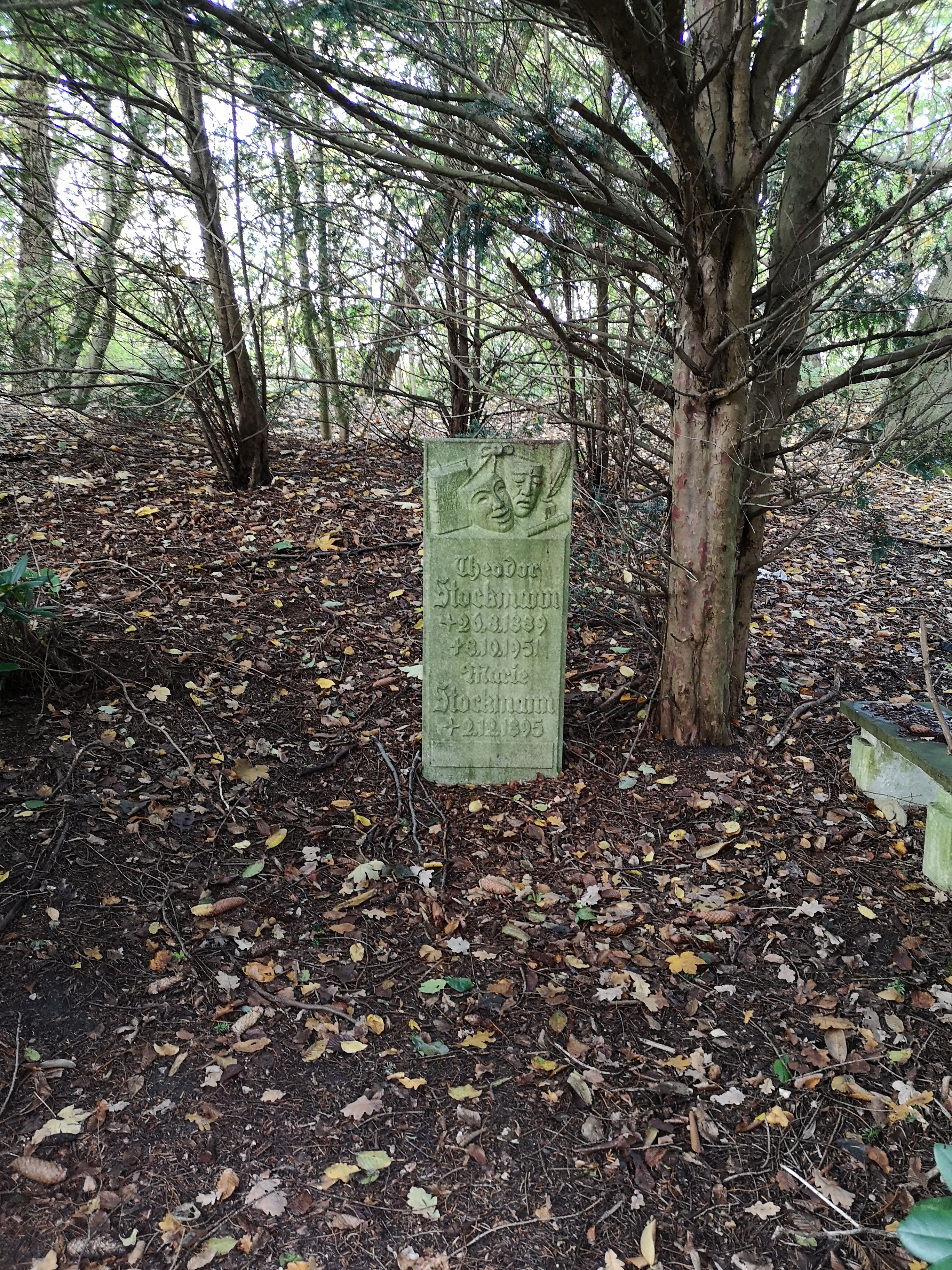
Grabstätte auf dem Friedhof Ohlsdorf

Theodor Stockmann (* 26. August 1889 in Altona; † 8. Oktober 1951) war ein deutscher Bühnenautor.

## Leben
Wenig Biografisches ist von Theodor Stockmann erhalten geblieben. Das Altonaer Tageblatt nannte ihn in einem Artikel den „Hausdichter des Ernst Drucker Theaters“. Stockmann schrieb niederdeutsche Lustspiele mit Lokalkolorit. Sein erfolgreichstes, Wie die Ohlen sungen, brachte es auf mehr als 600 Aufführungen im Theater am Spielbudenplatz. Er verfasste auch Schlagertexte, wie zum Beispiel die von Charly Wittong gesungenen Lieder Alster und Elbe und Heintje Klüüt. 
Neben der Autorentätigkeit betrieb Stockmann mit seiner Frau Marie, geb. Finger (1895–1990) ab 1933 einen Zigarrenladen in der Bahrenfelder Straße 236 im Stadtteil Ottensen. Schriftstellerisch war er bis kurz vor seinem Tode tätig, sein Werk ist heute in Vergessenheit geraten. Beigesetzt wurde Stockmann auf dem Hamburger Friedhof Ohlsdorf im Planquadrat AD 5 in der sogenannten „Dichterecke“ nahe von Wilfried Wroost, Wolfgang Borchert und Fritz Stavenhagen.

## Erstaufführungen im Ernst-Drucker-Theater (ab Mai 1941 St. Pauli Theater)
- 21. August 1919: Die Erbschaft im Specksgang
- 11. Dezember 1920: Familie Bosselmann (mit Theodor Kuhlmann)
- 3. Dezember 1921: Wie die Ohlen sungen
- 14. April 1923: Lievpien bringt Lievpien
- 1. September 1926: Neddernstroot und Elvchaussee
- 7. Mai 1927: Hamburg–New York
- 17. September 1927: Fleegenweert Flotz vum Fischmarkt
- 25. Dezember 1927: Jule fall man nicht!
- 12. Mai 1928: De Sook mit Quietschemeyer
- 29. September 1928: Wat Mile öber Nacht passiert (mit Fredy Kuhlmann-Wells)
- 25. Dezember 1928: Dorch dick und dünn
- 12. Juni 1929: Laura lett nich locker
- 7. September 1929: Een, twee, dree, he lücht
- 25. Dezember 1929: Snieder Lück hett keen Glück
- 4. September 1930: Heinerich versteiht dat nich
- 8. Dezember 1930: Wenn dat man god geiht (mit Fredy Kuhlmann-Wells)
- 22. Oktober 1931: De Mussolini von St. Pauli
- 20. Februar 1932: Nepomuk is beus in'n Druck
- 25. Dezember 1932: Lot di nich verblüffen!
- 12. Oktober 1933: Robert mit der Ruhe
- 19. Mai 1934: Hannes mokt Inventur
- 7. September 1937: Mit Rudl Krall no'n Witwenball
- 25. März 1929: Alarm in Cohrs sien Sippe
- 2. August 1941: Rut mit de Olsch  in de Freujohrsluft
- 8. November 1941: Babyverein „Adebar“
- 31. Januar 1942:  Oh Stine, loot dat Hamstern no!
- 3. April 1947: De Schreber Kuddl Weber
- 14. September 1948: Swatte Wulken öber de Thalstroot
- 8. April 1950: Nörgelsteert op'n Ball verkehrt
- 3. Januar 1951: Thedje Timm sien Toto-Tip